# Casset

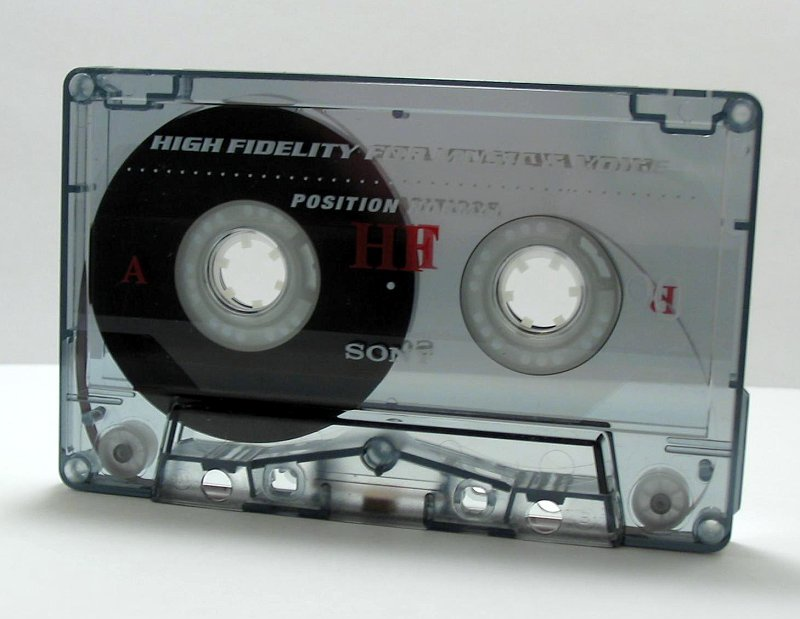
Una casset

La casset (del francès cassette, "capseta"), també anomenada cinta de casset, és un suport d'emmagatzematge de dades magnètic i analògic. És a dir, és un tipus de cinta magnètica utilitzada per a l'enregistrament i reproducció del so i també dades digitals. Les primeres cassets van ser produïdes per Philips en Hasselt, Bèlgica, l'any 1962, i van esdevenir ràpidament molt populars, atès que eren un sistema còmode i relativament econòmic de portar la música a tot arreu.
Les cassets permetien gravar dues pistes d'àudio (Stereo) per cada banda de la cinta de polipropilè amb revestiment magnètic d'1/8 de polsada d'ample (uns 3 mm), i van arribar a oferir fins a 90 minuts d'àudio de bona qualitat, en funció del tipus de suport magnètic, cinta de partícules d'òxid de ferro, crom, metall o altres, i del reproductor.
Normalment, pensam que la casset és un suport analògic. Això no obstant, també es desenvoluparen formats de casset digital: DAT i DCC. Per extensió, també s'anomena casset al magnetòfon o reproductor de cassets, o radiocasset, si també inclou un aparell de ràdio. Tot i que en aquest s'anomena "el casset", en masculí.

## Història

### Precursors
Després de la Segona Guerra Mundial, la tecnologia d'enregistrament en cinta magnètica va proliferar arreu del món. Als Estats Units, la companyia d'electrònica Ampex, utilitzant com a punt de partida equips obtinguts a Alemanya, va començar la producció comercial de magnetòfons. Utilitzades per primera vegada als estudis per gravar programes de ràdio, les gravadores van trobar ràpidament el seu camí a les escoles i a les llars. El 1953, 1 milió de llars dels Estats Units tenien màquines de cinta.
El 1958, després de quatre anys de desenvolupament, RCA Victor va presentar el cartutx de cinta RCA estèreo.

### Introducció de la versió mono
A principi dels anys 60, Philips Eindhoven va encarregar a dos equips diferents el disseny d'un cartutx de cinta per a una cinta més fina i estreta en comparació amb la que s'utilitzava a les gravadores de bobina a bobina. El 1962, la divisió de Viena de Philips va desenvolupar un casset d'un sol forat.
Philips va seleccionar el cartutx de dues bobines com a guanyador i va presentar la versió mono de 2 pistes i 2 direccions a Europa el 28 d'agost de 1963 al Saló de Ràdio de Berlín el novembre de 1964. El nom de marca Compact Cassette va arribar un any més tard. L'equip d'origen holandès i belga de Philips era dirigit per l'holandès Lou Ottens.
Philips competia amb Telefunken i Grundig (amb el seu format DC International) en una carrera per establir la seva cinta de casset com l'estàndard mundial, i volia el suport dels fabricants d'electrònica japonesos. El casset compacte de Philips es va convertir en dominant com a resultat de la pressió de Sony perquè Philips els llicenciés el format de manera gratuïta.
Als primers anys, la qualitat del so era mediocre, però va millorar dràsticament a principis de la dècada de 1970 quan es va posar al dia amb la qualitat de la cinta de 8 pistes i va anar millorant. El Compact Cassette es va convertir en una alternativa popular a l'LP de vinil de 12 polzades a finals de la dècada de 1970.

### Versió estèreo
Les vendes van començar lentes, però van augmentar ràpidament per empatar amb les 8 pistes abans de substituir-les a principis dels anys 70. El 1968, 85 fabricants havien venut més de 2,4 milions de reproductors mono i estèreo. A final de la dècada de 1960, el negoci del casset tenia un valor estimat de 150 milions de dòlars. A principi de la dècada de 1970, les màquines de casset compactes es venien molt més que qualsevol altre èquip de cinta.

### Seglexxi
Encara que els gravadors digitals portàtils són els més habituals avui en dia, la cinta analògica encara és una opció desitjable per a determinats artistes i consumidors. Les comunitats underground i DIY s'estrenen regularment, i de vegades exclusivament, en format casset, especialment en cercles de música experimental i, en menor mesura, en cercles hardcore punk, death metal i black metal, per afició pel format. El 2019, poques empreses encara feien cassets. Entre ells hi ha National Audio Company, dels Estats Units, i Mulann, també conegut com a Recording The Masters, de França.
Sony va anunciar el final de la producció de casset Walkman el 22 d'octubre de 2010,  com a resultat de l'aparició de reproductors MP3 com l'iPod d'Apple. A partir del 2022, Sony utilitza la marca Walkman únicament per a la seva línia de reproductors multimèdia digitals.
L'any 2010, Diamond Studios va anunciar plans per establir una planta per produir cassets en massa amb l'objectiu de combatre la pirateria. Es va obrir el 2011.
A mitjans i finals de la dècada de 2010, les vendes de cassets van veure un modest ressorgiment en relació amb el renaixement del vinil. Ja el 2015, la cadena Urban Outfitters , que feia temps que venia LP, va començar a vendre nous cassets pregravats (tant àlbums nous com antics), cassets en blanc i reproductors. El 2016, les vendes de cassets van augmentar, una tendència que va continuar el 2017 i el 2018. Al Regne Unit, les vendes de cintes de casset el 2021 van assolir el seu nombre més alt des del 2003.
Els cassets són afavorits per alguns artistes i oients, inclosos els de gèneres de música més antics com dansband, així com artistes independents  i underground, alguns dels quals llançaven música nova en cinta a la dècada de 2020, incloent-hi Britney Spears i Busta Rhymes. 